# Pristimantis mutabilis
Pristimantis mutabilis là một loài ếch trong chi Pristimantis thuộc họ Craugastoridae. Chúng có thể biến đổi kết cấu da trong khoảng 3 phút, con ếch thực sự có khả năng biến đổi cấu trúc da, có thể biến đổi kết cấu da nhằm mô phỏng bề mặt chúng đang ngồi bám trên đó, sự kết hợp giữa các gai và biến đổi màu da rõ ràng giúp loài ếch trộn lẫn vào bối cảnh rêu mốc, nhưng liệu khả năng biến đổi cấu trúc da giúp chúng lẩn trốn kẻ thù ăn thịt, khả năng hòa trộn vào môi trường không để lại dấu vết khá quan trọng đối với sự sinh tồn. 